# John Treloff
John Treloff, noto anche come Trouluffe, (... – 1473), è stato un compositore inglese attivo nel XV secolo.

## Biografia
Quasi nulla si conosce sulla sua vita se non la sua presenza in Cornovaglia nel periodo dal 1448 all'inizio degli anni 1470, anche se probabilmente risiedette ad Exeter.
La sua composizione Nasciens mater si trova sul manoscritto Ritson.

## Discografia
- The Call of the Phoenix, The Orlando Consort, Harmonia Mundi HMU 907297